# Wikno (Szczytno)
Wikno (deutsch Wickno, 1938 bis 1945 Wickenau) ist ein kleiner Ort in der polnischen Woiwodschaft Ermland-Masuren und gehört zur Gmina Szczytno (Landgemeinde Ortelsburg) im Powiat Szczycieński (Kreis Ortelsburg).

## Geographische Lage
Wikno liegt am östlichen Ufer des Waldpuschsees (polnisch Jezioro Wałpusz) in der südlichen Mitte der Woiwodschaft Ermland-Masuren. Bis zur Kreisstadt Szczytno (deutsch Ortelsburg) sind es acht Kilometer in südwestlicher Richtung.

## Geschichte
Der nach 1785 Wickno und vor 1871 Wykno genannte Ort wurde als Försterei zwischen 1811 und 1820 gegründet. Bis 1945 war sie dem Staatsforst Korpellen (polnisch Korpele) zugeordnet und der Ort ein Wohnplatz von Klein Jerutten (polnisch Jerutki) im ostpreußischen Kreis Ortelsburg. Weil der Name „Wikno“ nach damaliger politisch-ideologischer Anschauung zu fremdländisch war, wurde der Ort am 3. Juni – amtlich bestätigt am 16. Juli – 1938 in „Wickenau“ umbenannt.
In Kriegsfolge kam 1945 das gesamte südliche Ostpreußen und damit auch die Försterei Wickenau zu Polen. Sie erhielt die polnische Namensform „Wikno“. Als Waldsiedlung (polnisch Osada leśna) ist sie heute eine Ortschaft innerhalb der Landgemeinde Szczytno (Ortelsburg) im Powiat Szczycieński (Kreis Ortelsburg), bis 1998 der Woiwodschaft Olsztyn, seither der Woiwodschaft Ermland-Masuren zugehörig.

## Kirche
Bis 1945 war Wickno resp. Wickenau in die evangelische Kirche Klein Jerutten in der Kirchenprovinz Ostpreußen der Kirche der Altpreußischen Union sowie in die römisch-katholische Kirche Ortelsburg im damaligen Bistum Ermland eingepfarrt. Heute gehört Wikno zur evangelischen Pfarrei Szczytno innerhalb der Diözese Masuren der Evangelisch-Augsburgischen Kirche in Polen bzw. zur katholischen Kirche Jerutki im jetzigen Erzbistum Ermland.

## Verkehr
Wikno liegt an einem Landverbindungsweg, der von der Landesstraße 53 (einstige deutsche Reichsstraße 134) bei Młyńsko abzweigt. Eine Anbindung an den Bahnverkehr besteht nicht.